# Diga di Çorum
La diga di Çorum è una diga della Turchia. Si trova nella provincia di Çorum.